# Столер, Хизер
Хи́зер Сто́лер (англ. Heather Stohler), настоящая фамилия — Э́ррик (англ. Arrick; 29 ноября 1979, Зеленфилд, Индиана, США — 11 мая 2008) — американская фотомодель.

## Карьера и смерть
Хизер, рождённая под фамилией Эррик, сменила её на Столер в начале своей карьеры фотомодели.
В период своей непродолжительной карьеры, Хизер работала на фотосессии с Кейт Мосс для «Calvin Klein Inc.», а также появилась на обложках итальянского «Vogue» и немецкого «Marie Claire». Она также работала на нескольких европейских дефиле.

### Гибель
Ранним утром в воскресенье 11 мая 2008 года Хизер и её бойфренд, Дэниел Рисли, пострадали на пожаре у себя в квартире. 28-летняя Столер скончалась в этот же день в госпитале, Рисли скончался 2 днями позже, во вторник 13 мая 2008 года.